# Plecodus
Plecodus é um género de peixe da família Cichlidae.
Este género contém as seguintes espécies:
- Plecodus elaviae
- Plecodus multidentatus
- Plecodus paradoxus
- Plecodus straeleni